# Ophiomalleus
Ophiomalleus is een geslacht van uitgestorven slangsterren uit de familie Ophiacanthidae. Vertegenwoordigers van dit geslacht zijn slechts als fossiel bekend.

## Soorten
- Ophiomalleus beneficarum Thuy, 2013 †
- Ophiomalleus stevenwilsoni Thuy, 2013 †